# دانمارک در المپیک تابستانی ۱۹۹۶
دانمارک در بازی‌های المپیک تابستانی ۱۹۹۶ که در شهر آتلانتا برگزار شد، کاروان دانمارک با ۱۱۹ ورزشکار در این رقابت‌ها شرکت کرد و موفق به کسب ۶ مدال (۴ طلا، ۱ نقره، ۱ برنز) شد. در جدول رتبه‌بندی توزیع مدال‌ها، دانمارک در ردهٔ ۱۹ مسابقات قرار گرفت.